# Pleurodema nebulosum
La ranita andina del monte[cita requerida] (Pleurodema nebulosum) es una especie de anfibio anuro de la familia Leptodactylidae. Especie endémica de argentina, distribuida en las provincias biogeográficas del Monte y el Chaco andino (Chebez; en "Otros  que se van" pág. 79).